# Пиччинотти, Джордано
Джордано Пиччинотти (итал. Giordano Piccinotti; род. 23 февраля 1975, Манербио, Италия) — итальянский куриальный прелат, салезианец. Заместитель секретаря Администрации церковного имущества Святого Престола с 6 января по 2 октября 2023. Председатель Администрации церковного имущества Святого Престола со 2 октября 2023. Титулярный архиепископ Градиски с 31 января 2024.